# Aloe oligospila
Aloe oligospila é uma espécie de liliopsida do gênero Aloe, pertencente à família Asphodelaceae.